# J. Bob Kelly
John Robert Kelly (Fort William, 6 giugno 1946) è un ex hockeista su ghiaccio canadese.
Nel corso della carriera militò come ala sinistra nella National Hockey League.

## Carriera
Kelly giocò a livello giovanile con la maglia dei Port Arthur Marrs, formazione con cui giunse fino alla finale della Memorial Cup. In occasione dell'NHL Amateur Draft 1967 fu scelto in sedicesima posizione assoluta dai Toronto Maple Leafs.
Nelle stagioni successive Kelly militò in numerose squadre appartenenti alle leghe minori nordamericane, in particolare la International Hockey League, la American Hockey League e la Central Hockey League. Riuscì a mettersi in mostra nel corso della stagione 1972-73 con i Rochester Americans, raccogliendo 70 punti in 76 partite giocate.
Nell'estate del 1973 i suoi diritti passarono dai New York Rangers ai St. Louis Blues, franchigia con cui fece il proprio esordio in National Hockey League nella stagione successiva. Nel gennaio del 1974 passò ai Pittsburgh Penguins, squadra con cui rimase fino al 1977.
A Pittsburgh si impose per il suo gioco fisico, che spesso però lo costringeva ad accumulare minuti di penalità; anche per questo motivo si guadagnò il soprannome "Battleship" (nave da guerra in inglese). La sua miglior stagione fu quella 1975-76, quando totalizzò 55 punti in 77 incontri di stagione regolare.
Divenuto free agent Kelly giocò dal 1977 al 1979 con i Chicago Blackhawks, senza però ripetere i risultati conseguiti con i Penguins. Si ritirò dall'attività agonistica al termine della stagione 1979-80 dopo aver giocato 448 partite in NHL.